# 陈联合
陈联合（1944年—），汉族，中华人民共和国政治人物、第十一届全国政协委员。
担任福建省侨联副主席、厦门市侨联主席、厦门市政协副主席。2008年，当选第十一届全国政协委员，代表中华全国归国华侨联合会，分入第二十五组。并担任港澳台侨委员会专委。